# (36253) 1999 XT11
1999 XT11 (asteroide 36253) é um asteroide da cintura principal. Possui uma excentricidade de 0.06734860 e uma inclinação de 11.15176º.
Este asteroide foi descoberto no dia 6 de dezembro de 1999 por CSS em Catalina.